# Arch Hurd
Arch Hurd es un sistema operativo basado en Arch Linux, pero reemplazando el núcleo Linux por GNU Hurd.
El proyecto Arch Hurd se originó en un foro de debate de Arch Linux en enero de 2010. Luego de muchas semanas de contribuciones al desarrollo del proyecto, se llegó a hacerlo funcionar en una máquina virtual.
A pesar de tener un equipo de desarrollo pequeño, el proyecto ha realizado importantes logros desde su fundación, como ejecutar el sistema en hardware real, portar todos los paquetes necesarios para hacer un servidor web básico y  producir un liveCD no oficial con entorno gráfico.
En junio de 2011, el equipo de Arch Hurd anunció que se había integrado con éxito el Device Driver Environment (DDE); el framework para utilizar drivers Linux en Hurd, que mejoraba el soporte de hardware de red en la distribución.